# Drosophila auraria
Drosophila auraria är en tvåvingeart som beskrevs av Peng 1937. Drosophila auraria ingår i släktet Drosophila och familjen daggflugor.
Artens utbredningsområde täcker östra Kina, Koreahalvön och Japan.